# Freiherr As
Freiherr As, född 24 maj 1997, är en tysk varmblodig travhäst som tävlade mellan 1999 och 2006. Han tränades av Arnold Mollema och kördes oftast av Thomas Panschow. Under tävlingskarriären sprang han in 1,4 miljoner euro på 119 starter, varav 28 segrar, 40 andraplatser och 20 tredjeplatser.

## Karriär
Freiherr As tränades under hela karriären av Arnold Mollema, och räknas till en av de bästa tyska travhästarna någonsin. 
Han tog karriärens största segrar i Breeders' Crown (2001, 2002, 2003), Bild-Pokal (2002), Gran Premio U.N.I.R.E (2003) och Grosser Preis von Bayern (2003). Bland andra stora meriter räknas andraplatserna i Gran Premio Gaetano Turilli (2004, 2005) och tredjeplatserna i Fyraåringseliten (2001) och Preis der Besten (2002). 
Han deltog även i 2003 och 2004 års upplaga av Elitloppet på Solvalla, med en finalplats (2004) som bästa resultat.